# Acetylendicarbonsäuredimethylester
Acetylendicarbonsäuredimethylester (DMAD) ist eine organische chemische Verbindung mit der Formel C6H6O4 aus der Gruppe der Carbonsäureester mit einer C≡C-Dreifachbindung.

## Gewinnung und Darstellung
Maleinsäure wird bromiert und die resultierende Dibrombernsteinsäure mit Kaliumhydroxid dehydrohalogeniert. Die entstehende Acetylendicarbonsäure wird dann mit Methanol und Schwefelsäure als Katalysator verestert.

## Eigenschaften
Acetylendicarbonsäuredimethylester ist eine schwach gelbliche Flüssigkeit, die sich bei starker Erhitzung oder unter Lichteinwirkung zersetzt.

## Verwendung
DMAD als bei Raumtemperatur flüssiges Alkin ist stark elektrophil. Daher wird es als Dienophil in Cycloadditionsreaktionen – wie der Diels-Alder-Reaktion – eingesetzt. Es ist auch ein starker Michael-Akzeptor.

## Sicherheitshinweise
Acetylendicarbonsäuredimethylester ist ein Reizstoff und ein Ätzstoff. Bei Kontakt mit Metallen kann Wasserstoff entstehen, wodurch Explosionsgefahr besteht.